# Колись-то ще, во время оно…
«Колись-то ще, во время оно…» — вірш Тараса Шевченка 1860 року, написаний у С.-Петербурзі.

## Написання та автографи
Зберігся чорновий автограф на звороті офорта автопортрета Шевченка 1860 року; чистовий автограф у «Більшій книжці».
Дата автографа у «Більшій книжці»: «27 маия С. Петербург». Вірш датується дослідниками за чистовим автографом та його місцем у «Більшій книжці» серед творів 1860-го: 28 травня 1860 року, та місцем написання — С.-Петербург.
Чорновий автограф вірша записано олівцями різного кольору — чорним та червоним — на звороті офорта автопортрета Шевченка 1860 року. З цього автографа Шевченко переписав вірш до «Більшої книжки», зробивши в тексті кілька виправлень. Текст «Більшої книжки» остаточний.

## Публікація
Вперше вірш надруковано за «Більшою книжкою» у виданні: «Кобзарь Тараса Шевченка / Коштом Д. Е. Кожанчикова» 1867 року (СПб., стор. 642), з помилками в рядках 12 («У холодочку під платочком») та 14 («Друідам нічого робить»).

## Сюжет
Цей твір ідейно перегукується з такими сатирично-викривальними антицаристськими поезіями Шевченка, як «Я не нездужаю, нівроку», «Во Іудеї во дні они», «Осії глава XIV» і «Саул». Однак уся система худож. засобів тут спрямована на те, щоб поглузувати з запопадливості царя як тирана, що безконтрольно управляє державою, вдаючись до беззаконня і насильства, зовні прикритих добротою. Вірш — алегорична сатира на реформи й фальшиве народолюбство Олександра II, виведеного тут в образі римського царя Нуми Помпілія. Конкретний образ «ліберального тирана» має, безперечно, узагальнюючий характер. Сатиричний ефект у вірші досягається переважно сюжетними засобами. Вдаючись до ущипливої іронії, Шевченко розвінчує міф про «тихенького, кроткого государя», доброта і лагідність якого розкриваються в «мудрих» помислах: як би то скувати нові кайдани на своїх підданих.